# 이치죠 사네마사
이치죠 사네마사(일본어: 一条 実雅 いちじょう さねまさ[*], 겐큐 7년 (1196년) - 안테이 2년 4월 1일 (1228년 5월 6일))는 가마쿠라 시대 초기의 공경이다. 이치죠 요시야스의 아들로, 종3위 참의이다. 이요 사이요 중장이라고 불렸다.

## 약력
매형인 사이온지 킨츠네의 유자가 되었다. 겐포 7년 (1219년), 가마쿠라 막부 쇼군 미나모토노 사네토모의 우대신 취임의 츠루가오카하치만구 참배를 따라갔는데, 암살을 보게 되었다. 그 후, 누나의 손자인 산토라 (후의 쿠죠 요리츠네)가 다음 쇼군으로 결정되었기 때문에, 그대로 가마쿠라에 머물면서 그의 보좌를 하게 되었다. 조오 원년 (1221년)에는 참의에 임명되어 싯켄 호죠 요시토키의 딸을 아내로 맞이했다. 산토라의 측근이자 요시토키의 사위라는 점에서 막부 내부에도 관여하였고, 집안 사람들을 모아 독자적으로 군사 훈련을 하는 등, 막부 내에 일정한 세력을 구축하였다.
그러나, 겐닌 원년 (1224년), 장모인 이가노카타와 그의 오빠 이가 미츠무네가 요시토키의 사후 후계자로 이가노카타의 아들인 호죠 마사무라를 옹립하려던 이가씨의 변이 일어나, 사네마사를 산토라를 대신할 신 쇼군으로 세우려 했던 것이 발각되었다. 사네마사는 아내와 헤어지고, 교토로 송환 된 후, 에치젠으로 유배되었다. 
하지만, 이가씨 모반의 풍문에 대해서는 야스토키가 부정하고 있어, 『아즈마카가미(吾妻鏡)』에서도 이가씨가 모반을 기도했다고는 한번도 명언하지 않고, 호죠 마사코에게 이가씨가 처분된 것만이 기록되어 있다. 따라서, 이가씨의 변은 가마쿠라도노나 호죠씨의 대체에 따른 자신의 영향력 저하를 우려한 마사코가 요시토키의 후처의 친가인 이가씨를 강제로 무너뜨리기 위해 조작한 사건이라는 설도 있다.
4년 후, 안테이 2년 (1228년), 유배지에서 변사했다고 한다.

## 계보
- 아버지 : 이치죠 요시야스
- 어머니 : 이에뇨보 (후지와라노 아리츠네의 딸)
- 아내 : 호죠 요시토키의 딸
- 생모 불명의 자녀
  - 아들 : 이치죠 사네아키